# Thomas Stukeley

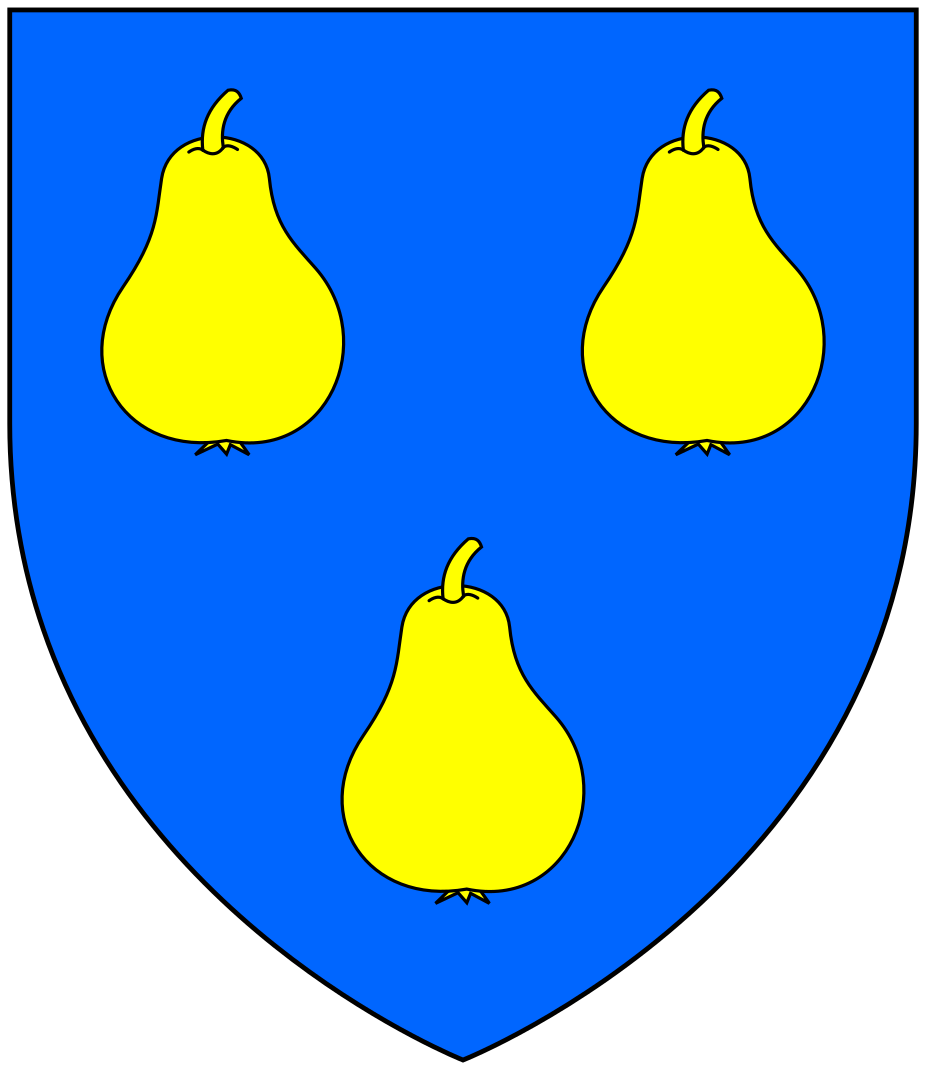
Brasão dos Stukeley ou Stucley de Affeton: Azure, três peras ouro.

Thomas Stukeley (c. 1520 – 4 de agosto de 1578), também escrito Stucley ou Stukley, foi conhecido como Lusty Stukeley, um inglês mercenário que lutou na França, na Irlanda, na Batalha de Lepanto (1571) e foi morto na Batalha de Alcácer-Quibir (1578) lutando por D. Sebastião contra os mouros. Era um católico romano rebelde contra a linha protestante da rainha Isabel I de Inglaterra.

## Biografia
Era filho de Sir Hugh Stucley (1496-1559) senhor da mansão de Affeton, um cavaleiro da guarda do rei Henrique VIII e xerife de Devon em 1545. 
Foi alegado ter sido filho ilegítimo de Henrique VIII. 
Os primeiros mentores de Thomas Stukeley foram Charles Brandon, o 1º Duque de Suffolk, e o Bispo de Exeter. Esteve presente na Bolonha francesa durante o cerco de 1544-45, e novamente em 1550 na entrega da cidade aos ingleses. Entrou para o serviço de Edward Seymour, 1º Duque de Somerset, mas após a prisão deste em 1551, teve um mandado de prisão contra si. Conseguindo escapar para França, serviu no exército francês.   
Stukeley concebeu um plano para uma colónia na Flórida espahola, à época disputada por espanhóis e franceses. Para isso, convenceu a rainha no abastecimento de um navio de 100 toneladas (incluindo 100 homens, além de marinheiros), para completar uma frota de cinco navios. Navegou a frota para a costa de Munster, na Irlanda, em 1563 fazendo corso contra navios franceses, espanhóis e portugueses. Depois de repetidos protestos por parte dos ofendidos, Isabel I desmentiu Stukeley, e enviou uma força naval para prendê-lo, sendo depois absolvido.
Filipe II convidou-o para Madrid, onde lhe foram dadas honras. Com a aprovação do Duque de Feria, Stukeley era conhecido na corte espanhola como o "Duque da Irlanda".
Stukeley mudou-se para Roma, onde foi favorito do Papa Pio V, que havia excomungado Elizabeth, em 1571. Foi-lhe dado o comando de três galés na Batalha de Lepanto, onde mostrou grande coragem. 
Em quatro anos (1570-1574), ele disse ter recebido mais de 27 mil ducados de Filipe II de Espanha, mas cansado do atraso no pagamento do rei, procurou assistência no novo papa, Gregório XIII, que aspirava fazer do filho  Giacomo Boncompagni um novo rei da Irlanda.
O Papa Gregório XIII estava disposto a pagar durante seis meses 200 homens em seu nome, e esperava por Filipe II para custear toda a despesa de uma expedição contra a Inglaterra.
Em 1578, o Papa equipou Stukeley com infantaria, com 2.000 guerreiros. 
Stukeley partiu para a Irlanda a partir de Civitavecchia, em março de 1578. Em abril, chegou a Cádis e Filipe II ̟enviou-o a Lisboa, onde iria encontrar Fitzmaurice e garantir melhores navios, antes de embarcarem para a Irlanda.
Aqui, o rei D. Sebastião de Portugal convidou Stukeley para assumir um posto de comando no seu exército, em preparação de uma invasão de Marrocos. Stukeley abandonou assim a ideia da invasão irlandesa.
No desembarque em Marrocos, Stukeley opôs-se a marchar imediatamente contra uma grande força de Mouros. Supostamente, lutou com coragem, mas morreu em 4 de agosto de 1578 na Batalha de Alcácer Quibir, no início do dia, quando uma bala de canhão lhe cortou as pernas, enquanto a tradição afirma que ele foi assassinado pelos soldados italianos, após a derrota portuguesa.

## Menção na literatura
Stukeley é um dos principais personagens da obra The Battle of Alcazar, atribuída a George Peele. Peele, numa promoção à expedição de Drake e Norris, a Contra armada inglesa, invoca o seu nome nos seguintes versosː

Bid theatres, and proud tragedians,
 
Bid Mahomet's Poo, and mighty Tamburlaine.
 
King Charlemagne, Tom Stukeley, and the rest. 
 
Adieu! To arms, to arms, glorious arms.
 
With noble Norris, and victorious Drake.